# Séries de divisions de la Ligue nationale de baseball 2011

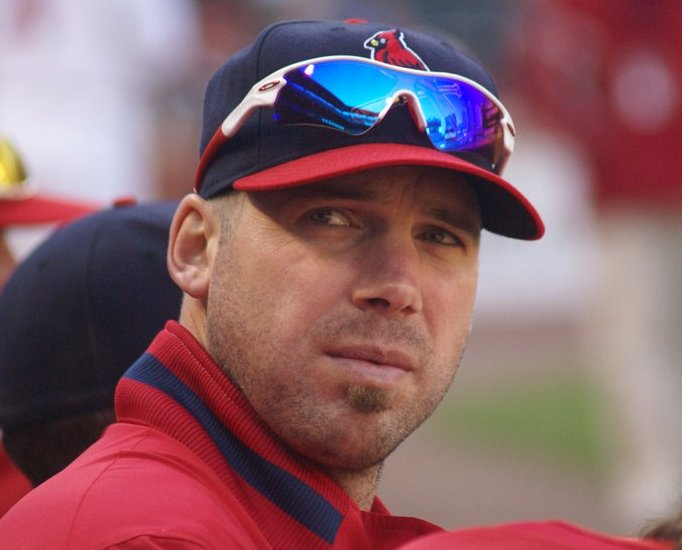
Chris Carpenter lance un match complet et réussit un blanchissage dans le match qui permet aux Cardinals d'éliminer les Phillies.

Les Séries de divisions de la Ligue nationale de baseball 2011 sont deux séries éliminatoires de première ronde dans les Ligues majeures de baseball. Elles ont précédé la Série de championnat de la Ligue nationale et la Série mondiale 2011. 
Les Séries de divisions sont constituées de deux séries au meilleur de cinq parties opposant les champions des trois divisions de la Ligue nationale de baseball en 2011 ainsi qu'une équipe qualifiée comme meilleure deuxième. 
En 2011, cette ronde éliminatoire débute le 1er octobre et a pris fin le 7 octobre. Les Brewers de Milwaukee et les Cardinals de Saint-Louis se sont qualifiés pour la Série de championnat. 
La MLB a pris la décision de terminer la saison régulière 2011 plus tôt que lors des années précédentes afin de s'assurer que ses séries éliminatoires ne se prolongent pas jusqu'au mois de novembre. Par conséquent, les séries de divisions 2011 débutent plus tôt que lors des années 2009 et 2010.

## Phillies de PhiladelphievsCardinals de Saint-Louis
Les Phillies de Philadelphie remportent en 2011 le championnat de la division Est de la Ligue nationale pour la cinquième fois en cinq ans. Ils améliorent leur record de franchise pour le plus grand nombre de titres de section consécutifs, conservent la meilleure fiche victoires-défaites de tout le baseball majeur pour une deuxième année d'affilée, et établissent leur nouveau record d'équipe avec 102 victoires en saison régulière, contre 60 défaites. Ceci bat leur précédent record de 101 victoires établi en 1976 et égalé en 1977. Les Phillies remportent cinq matchs de plus qu'en 2010 et devancent par 13 parties les Braves d'Atlanta au sommet de leur division. Ils prennent part aux éliminatoires pour la cinquième année de suite. 2011 est la première année où les Phillies ont réuni un quatuor d'élite au monticule, l'un des plus efficaces de l'histoire, avec les lanceurs partants Roy Halladay, Cliff Lee, Cole Hamels et Roy Oswalt.
Les Cardinals de Saint-Louis, à l'instar des Rays de Tampa Bay de la Ligue américaine, effectuent un 2011 une remontée historique pour remporter la qualification comme meilleur deuxième dans la Ligue nationale. Accusant un retard de dix parties et demie sur Atlanta dans cette course aux éliminatoires le 5 septembre, les Cardinals connaissent une séquence exceptionnelle en gagnant 16 de leurs 21 dernières parties. Avec une victoire au dernier match de la saison à Houston et une défaite des Braves le soir même contre Philadelphie, Saint-Louis accède aux séries éliminatoires. Les Cards reviennent en parties d'après-saison après une année d'absence, et y jouent pour la septième fois en 12 années. Malgré une rotation de lanceurs handicapée par l'absence durant toute l'année de l'as Adam Wainwright, les Cardinals compensent en attaque par une autre excellente saison, malgré un lent départ au printemps, du joueur étoile Albert Pujols et la résurgence du vétéran Lance Berkman, obtenu sur le marché des agents libres durant la saison morte. Ces deux joueurs frappent plus de 30 circuits chacun en 2011. Les Cards terminent deuxièmes dans la section Centrale de la Ligue nationale avec 90 victoires, 72 défaites, et six parties de retard sur les meneurs, les Brewers de Milwaukee.
Philadelphie et Saint-Louis s'affrontent pour la première fois en séries éliminatoires. En saison régulière 2011, les Cards ont eu le meilleur en remportant six des neuf affrontements entre les deux équipes.

### Calendrier des rencontres
| Match | Date        | Visiteur                 | Hôte                     | Score  |
| ----- | ----------- | ------------------------ | ------------------------ | ------ |
| 1     | 1er octobre | Cardinals de Saint-Louis | Phillies de Philadelphie | 6 - 11 |
| 2     | 2 octobre   | Cardinals de Saint-Louis | Phillies de Philadelphie | 5 - 4  |
| 3     | 4 octobre   | Phillies de Philadelphie | Cardinals de Saint-Louis | 3 - 2  |
| 4     | 5 octobre   | Phillies de Philadelphie | Cardinals de Saint-Louis | 3 - 5  |
| 5     | 7 octobre   | Cardinals de Saint-Louis | Phillies de Philadelphie | 1 - 0  |

### Match 1
Samedi 1er octobre 2011 au Citizens Bank Park, Philadelphie, Pennsylvanie.
| Cardinals de Saint-Louis | 3 | 0 | 0 | 0 | 0 | 0 | 0 | 0 | 3 | 6  | 7  | 1 |
| Phillies de Philadelphie | 0 | 0 | 0 | 1 | 0 | 5 | 3 | 2 | X | 11 | 14 | 0 |
| Lanceurs partants : STL : Kyle Lohse PHI : Roy Halladay Vic. : Roy Halladay (1-0) Déf. : Kyle Lohse (0-1) HRs : STL : Lance Berkman (1) PHI : Ryan Howard (1), Raúl Ibáñez (1) |   |   |   |   |   |   |   |   |   |    |    |   |

Roy Halladay, auteur d'un match sans point ni coup sûr en ouvertures des Séries de divisions 2010, est anormalement chancelant en tout début de rencontre. Victime d'un circuit de trois points de Lance Berkman en première manche, il laisse Saint-Louis prendre les devants 3-0. Il se ressaisit de belle manière par la suite et quitte après huit manches, ayant retiré 21 adversaires de suite. Durant cette séquence, seulement une balle sort de l'avant-champ. Hormis un point non mérité, le lanceur partant des Cardinals, Kyle Lohse, est intraitable pendant plusieurs manches, mais l'offensive des Phillies se réveille en sixième et produit cinq points grâce aux circuits de Ryan Howard et Raúl Ibáñez, bons pour trois et deux points respectivement. Les Phillies réussissent 12 de leurs 14 coups sûrs du match dans les sixième, septième et huitième manche, marquant 10 points dans une victoire de 11-6. Howard termine le match avec quatre points produits.

### Match 2
Dimanche 2 octobre 2011 au Citizens Bank Park, Philadelphie, Pennsylvanie.
| Cardinals de Saint-Louis | 0 | 0 | 0 | 3 | 0 | 1 | 1 | 0 | 0 | 5 | 13 | 0 |
| Phillies de Philadelphie | 3 | 1 | 0 | 0 | 0 | 0 | 0 | 0 | X | 4 | 6  | 0 |
| Lanceurs partants : STL : Chris Carpenter PHI : Cliff Lee Vic. : Octavio Dotel (1-0) Déf. : Cliff Lee (0-1) Sauv. : Jason Motte (1) |   |   |   |   |   |   |   |   |   |   |    |   |

Les Phillies mènent 4-0 après seulement deux manches et chassent du match dès la troisième reprise le lanceur Chris Carpenter, qui lance quatre jours seulement après son dernier départ de la saison régulière. Saint-Louis vient de l'arrière et marque cinq fois contre le lanceur perdant, Cliff Lee, qui donne 12 coups sûrs. Jon Jay fait marquer le point égalisateur en sixième et à la manche suivante, Albert Pujols porte la marque à 5-4 pour les Cards avec un simple productif. Les Cardinals envoient six releveurs au monticule après Carpenter et ceux-ci blanchissent Philadelphie en six manches.

### Match 3
Mardi 4 octobre 2011 au Busch Stadium, Saint-Louis, Missouri.
| Phillies de Philadelphie | 0 | 0 | 0 | 0 | 0 | 0 | 3 | 0 | 0 | 3 | 7  | 0 |
| Yankees de New York | 0 | 0 | 0 | 0 | 0 | 0 | 1 | 0 | 1 | 2 | 12 | 0 |
| Lanceurs partants : PHI : Cole Hamels NYY : Jaime García Vic. : Cole Hamels (1-0) Déf. : Jaime García (0-1) Sauv. : Ryan Madson (1) HRs : PHI : Ben Francisco (1) |   |   |   |   |   |   |   |   |   |   |    |   |

Jaime García, le partant des Cardinals, lance une solide partie en n'accordant que trois coups sûrs aux Phillies dans les six premières manches, mais en septième manche, alors que le score est toujours 0-0, le frappeur suppléant Ben Francisco remplace le lanceur Cole Hamels au bâton et cogne un circuit de trois points. Malgré deux points en fin de match, Saint-Louis est incapable de rattraper Philadelphie et se retrouve à une défaite de l'élimination.

### Match 4
Mercredi 5 octobre 2011 au Busch Stadium, Saint-Louis, Missouri.
| Phillies de Philadelphie | 2 | 0 | 0 | 0 | 0 | 0 | 0 | 1 | 0 | 3 | 7 | 1 |
| Cardinals de Saint-Louis | 1 | 0 | 0 | 2 | 0 | 2 | 0 | 0 | X | 5 | 6 | 0 |
| Lanceurs partants : PHI : Roy Oswalt STL : Edwin Jackson Vic. : Edwin Jackson (1-0) Déf. : Roy Oswalt (0-1) Sauv. : Jason Motte (2) HRs: STL : David Freese (1) |   |   |   |   |   |   |   |   |   |   |   |   |

David Freese mène l'attaque des Cardinals avec quatre points produits dans une victoire de 5-3 qui leur permet d'éviter l'élimination et de pousser la série à sa limite. Ils infligent à Roy Oswalt, lanceur partant des Phillies, sa première défaite en 11 matchs éliminatoires. Saint-Louis comble un déficit de deux points après avoir laissé Philadelphie prendre les devants à leur premier tour au bâton sur un triple productif de Chase Utley et un simple d'un point de Hunter Pence. En fin de quatrième manche, Freese réussit un double pour faire marquer Lance Berkman et Matt Holliday, portant le score à 3-2 Saint-Louis. Il ajoute un circuit de deux points avec Holliday au premier coussin en sixième manche. Sur une note anecdotique, un écureuil passe devant le marbre en cinquième manche lorsque Oswalt lance à Ryan Theriot, amusant la foule et causant une légère confusion au sujet du compte balles-prises.

### Match 5
Vendredi 7 octobre 2011 au Citizens Bank Park, Philadelphie, Pennsylvanie.
| Cardinals de Saint-Louis                                                                                            | 1 | 0 | 0 | 0 | 0 | 0 | 0 | 0 | 0 | 1 | 6 | 1 |
| Phillies de Philadelphie                                                                                            | 0 | 0 | 0 | 0 | 0 | 0 | 0 | 0 | 0 | 0 | 3 | 2 |
| Lanceurs partants : STL : Chris Carpenter PHI : Roy Halladay Vic. : Chris Carpenter (1-0) Déf. : Roy Halladay (1-1) |   |   |   |   |   |   |   |   |   |   |   |   |

Le match ultime oppose au monticule deux amis et anciens coéquipiers chez les Blue Jays de Toronto, Chris Carpenter des Cardinals et Roy Halladay des Phillies. Ce dernier, tout comme dans la première rencontre de la série, éprouve des difficultés en première manche quand les deux premiers frappeurs du match, Rafael Furcal et Skip Schumaker, obtiennent un triple et un double respectivement, donnant aux Cards une avance de 1-0. Ce sera le seul point marqué ce soir-là. Carpenter lance un neuf manches pour un match complet et un blanchissage. Il ne permet que trois coups sûrs aux Phillies et un seul coureur de Philadelphie se rend au troisième but dans toute la partie. En fin de neuvième, Chase Utley rate le coup de circuit de peu lorsque la balle qu'il frappe est captée à la piste d'avertissement par le voltigeur de centre des Cardinals Jon Jay. Le match se termine sur un faible roulant de Ryan Howard qui se blesse au tendon d'Achille et est incapable de courir vers le premier but. Pour la deuxième année de suite, les Phillies sont incapables de répondre aux attentes et effectuent une sortie rapide des séries éliminatoires.

## Brewers de Milwaukee vs Diamondbacks de l'Arizona
Franchise ayant historiquement peu connu de succès, les Brewers de Milwaukee accèdent en 2011 aux séries éliminatoires pour la quatrième fois seulement en 43 saisons. Qualifiés comme meilleurs deuxièmes pour un bref passage en Série de divisions en 2008, les Brewers remportent avec 96 victoires contre 66 défaites leur premier titre de section depuis 1982. Au premier rang de la division Centrale avec six matchs de priorité sur les Cards de Saint-Louis, Milwaukee remporte un premier championnat depuis leur transfert de la Ligue américaine vers la Ligue nationale en 1998. Ils battent également leur ancien record de franchise de 95 victoires en une saison, établi en 1979 puis égalé en 1982, année de leur seule participation (une défaite) à la Série mondiale. Équipe axée presque uniquement sur l'offensive dans les années précédentes, les Brewers ont amélioré en 2011 leur personnel de lanceurs lorsque Shaun Marcum et Zack Greinke sont venus se joindre à Yovani Gallardo. Le stoppeur John Axford a mené la Nationale, à égalité avec Craig Kimbrel d'Atlanta, pour les sauvetages. Au bâton, Ryan Braun et Prince Fielder forment l'un des plus dangereux duos du baseball.
Après avoir terminé au dernier rang de leur division en 2010, les Diamondbacks de l'Arizona surprennent en 2011 et terminent premier dans l'Ouest de la Nationale. Avec 94 gains contre 68 revers, soit 29 matchs gagnés de plus que la saison précédente, les D-Backs détrônent les Giants de San Francisco, champions du monde en titre, et les laissent huit parties derrière. La franchise d'Arizona remporte un cinquième titre de division en 14 années d'existence. Elle participe aux éliminatoires pour la première fois depuis 2007.
Milwaukee et Arizona s'affrontent pour la première fois en matchs d'après-saison. Les D-Backs ont gagné quatre des sept matchs entre les deux clubs durant la saison régulière 2011.

### Calendrier des rencontres
| Match | Date        | Visiteur                  | Hôte                      | Score              |
| ----- | ----------- | ------------------------- | ------------------------- | ------------------ |
| 1     | 1er octobre | Diamondbacks de l'Arizona | Brewers de Milwaukee      | 1 - 4              |
| 2     | 2 octobre   | Diamondbacks de l'Arizona | Brewers de Milwaukee      | 4 - 9              |
| 3     | 4 octobre   | Brewers de Milwaukee      | Diamondbacks de l'Arizona | 1 - 8              |
| 4     | 5 octobre   | Brewers de Milwaukee      | Diamondbacks de l'Arizona | 6 - 10             |
| 5     | 7 octobre   | Diamondbacks de l'Arizona | Brewers de Milwaukee      | 2 - 3 (10 manches) |

### Match 1
Samedi 1er octobre 2011 au Miller Park, Milwaukee, Wisconsin.
| Diamondbacks de l'Arizona | 0 | 0 | 0 | 0 | 0 | 0 | 0 | 1 | 0 | 1 | 4 | 0 |
| Brewers de Milwaukee | 0 | 0 | 0 | 1 | 0 | 1 | 2 | 0 | X | 4 | 8 | 0 |
| Lanceurs partants : ARI : Ian Kennedy MIL : Yovani Gallardo Vic. : Yovani Gallardo (1-0) Déf. : Ian Kennedy (0-1) Sauv. : John Axford (1) HRs : ARI : Ryan Roberts (1) MIL : Prince Fielder (1) |   |   |   |   |   |   |   |   |   |   |   |   |

Le lanceur des Brewers Yovani Gallardo égale le record de franchise de Don Sutton avec neuf retraits sur des prises dans la victoire de 4-1 des Brewers en ouverture de la série. Il lance huit manches, n'accordant qu'un point sur un circuit de Ryan Roberts et John Axford lance la neuvième manche pour le sauvetage. Gallardo peut travailler avec une avance de 2-0 jusqu'à ce que Prince Fielder double l'avance des siens avec un circuit de deux points en septième manche qui chasse le lanceur partant des Diamondbacks, Ian Kennedy, de la partie.

### Match 2
Dimanche 2 octobre 2011 au Miller Park, Milwaukee, Wisconsin.
| Diamondbacks de l'Arizona | 0 | 1 | 0 | 1 | 2 | 0 | 0 | 0 | 0 | 4 | 10 | 1 |
| Brewers de Milwaukee | 2 | 0 | 2 | 0 | 0 | 5 | 0 | 0 | X | 9 | 12 | 1 |
| Lanceurs partants : ARI : Daniel Hudson MIL : Zack Greinke Vic. : Takashi Saito (1-0) Déf. : Daniel Hudson (0-1) HRs : ARI : Paul Goldschmidt (1), Chris Young (1), Justin Upton (1) MIL : Ryan Braun (1) |   |   |   |   |   |   |   |   |   |   |    |   |

Ryan Braun mène l'offensive des Brewers avec trois coups sûrs en quatre présences au bâton et trois points produits. Dès la première manche, son circuit de deux points inscrit Milwaukee au pointage. Tirant de l'arrière par trois, les Diamondbacks nivellent le score, 4-4, mais le match est mis hors de leur portée par la poussée de cinq points des Brewers en sixième manche. Jonathan Lucroy pousse un coéquipier au marbre lorsqu'il surprend l'adversaire avec un squeeze. Puis, contre le releveur Brad Ziegler, Corey Hart, Nyjer Morgan et Braun enchaînent des simples. Celui de Morgan fait compter deux points. Malgré trois coups de circuit contre le lanceur partant Zack Greinke, Arizona s'incline 9-4 et se retrouve à une défaite de l'élimination.

### Match 3

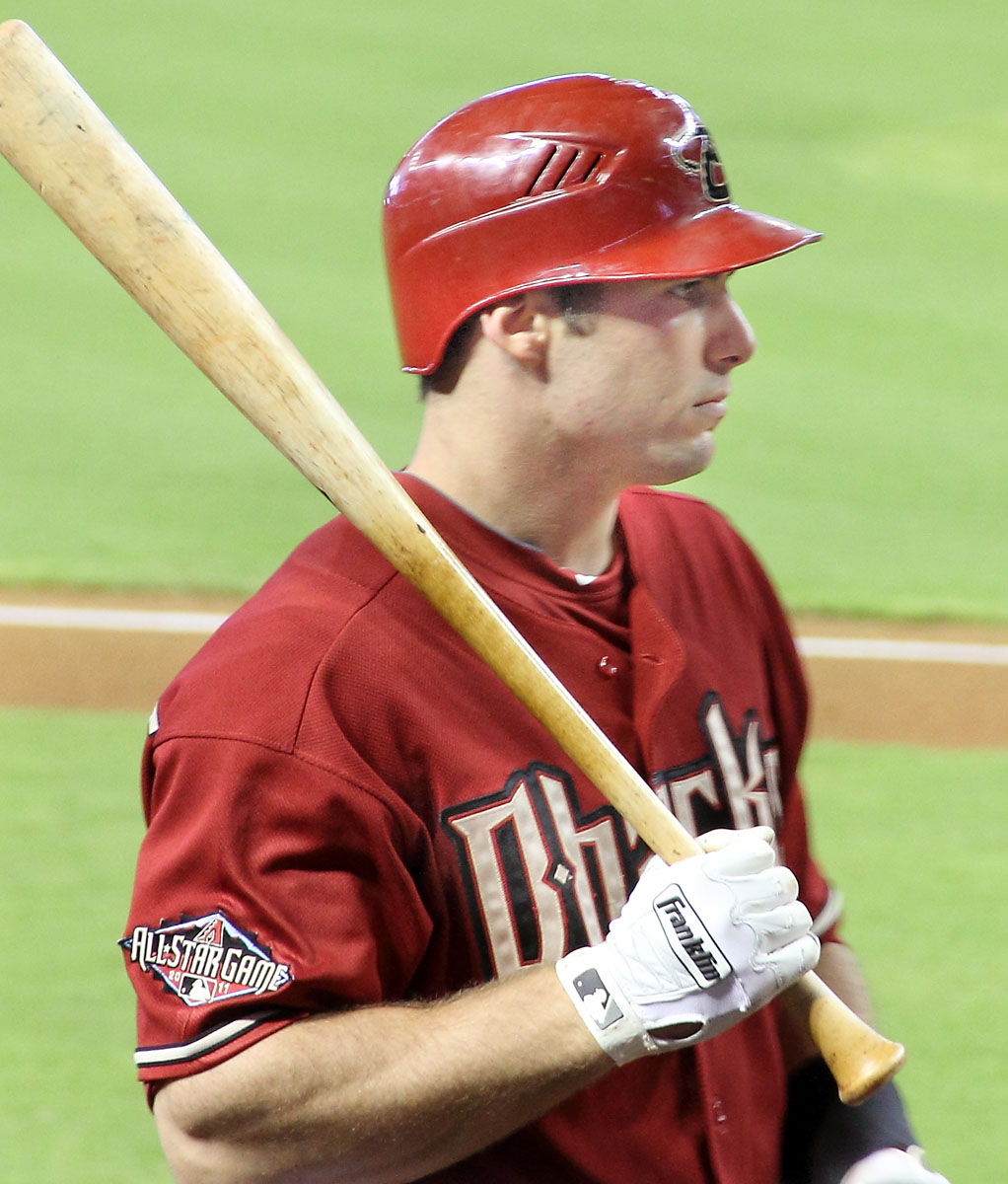
Paul Goldschmidt.

Mardi 4 octobre 2011 au Chase Field, Phoenix, Arizona.
| Brewers de Milwaukee | 0 | 0 | 1 | 0 | 0 | 0 | 0 | 0 | 0 | 1 | 3  | 1 |
| Diamondbacks de l'Arizona | 2 | 0 | 1 | 0 | 5 | 0 | 0 | 0 | X | 8 | 11 | 0 |
| Lanceurs partants : MIL : Shaun Marcum ARI : Josh Collmenter Vic. : Josh Collmenter (1-0) Déf. : Shaun Marcum (0-1) HRs : MIL : Corey Hart (1) ARI : Paul Goldschmidt (2) |   |   |   |   |   |   |   |   |   |   |    |   |

Les Diamondbacks disputent un premier match devant leurs partisans dans cette série, et ils doivent remporter la victoire pour éviter l'élimination. Ils sortent l'artillerie lourde et malmènent les lanceurs des Brewers. Prenant les devants 2-0 dès la manche initiale grâce à un double de Miguel Montero et un simple de Paul Goldschmidt, ils placent le match hors de portée des champions de la division Centrale avec une cinquième manche de cinq points, couronnée par le grand chelem de Goldschmidt face au lanceur partant Shaun Marcum, victime de sept points mérités sur sept coups sûrs en seulement quatre manches et deux tiers lancées. Goldschmidt, un joueur ayant disputé sa première partie dans le baseball majeur le 1er août 2011, égale le record d'équipe avec 5 points produits dans un match éliminatoire et est le premier dans l'histoire de la franchise à réussir un grand chelem en partie d'après-saison. Au monticule, Josh Collmenter, une recrue qui joue en éliminatoires pour la première fois, ne donne que deux coups sûrs aux Brewers en sept manches.

### Match 4
Mercredi 5 octobre 2011 au Chase Field, Phoenix, Arizona.
| Brewers de Milwaukee | 1 | 1 | 1 | 0 | 0 | 1 | 0 | 2 | 0 | 6  | 11 | 1 |
| Diamondbacks de l'Arizona | 5 | 0 | 2 | 0 | 0 | 1 | 2 | 0 | X | 10 | 13 | 0 |
| Lanceurs partants : MIL : Randy Wolf ARI : Joe Saunders Vic. : Micah Owings (1-0) Déf. : Randy Wolf (0-1) HRs : MIL : Carlos Gómez (1) ARI : Ryan Roberts (2), Chris Young (2, 3), Aaron Hill (1) |   |   |   |   |   |   |   |   |   |    |    |   |

Risquant l'élimination, les Diamondbacks survivent grâce à la longue balle dans ce second match devant leurs partisans. Ils répliquent en fin de première au premier point du match produit par Ryan Braun des Brewers avec un grand chelem de Ryan Roberts aux dépens du lanceur Randy Wolf. Les D-Backs deviennent la cinquième équipe dans l'histoire à frapper deux grands chelems dans une même série éliminatoire, et le seul club avec les Dodgers de Los Angeles de l'année 1977 à en réussir dans deux matchs éliminatoires d'affilée. Immédiatement après la claque de Roberts, Chris Young enchaîne avec un circuit en solo pour porter le score à 5-1 Arizona. La recrue Collin Cowgill réussit un simple de deux points en troisième manche, Young ajoute un deuxième circuit dans le match et Aaron Hill y va aussi d'un coup de quatre buts dans ce triomphe de 10-6 des Diamondbacks.

### Match 5
Vendredi 7 octobre 2011 au Miller Park, Milwaukee, Wisconsin.
| Diamondbacks de l'Arizona | 0 | 0 | 1 | 0 | 0 | 0 | 0 | 0 | 1 | 0 | 2 | 10 | 0 |
| Brewers de Milwaukee | 0 | 0 | 0 | 1 | 0 | 1 | 0 | 0 | 0 | 1 | 3 | 7  | 0 |
| Lanceurs partants : ARI : Ian Kennedy MIL : Yovani Gallardo Vic. : John Axford (1-0) Déf. : J. J. Putz (0-1) HRs : ARI : Justin Upton (2) |   |   |   |   |   |   |   |   |   |   |   |    |   |

Meilleure équipe du baseball majeur lors des matchs à leur domicile en saison régulière avec 57 victoires contre seulement 24 défaites, les Brewers ajoutent une troisième victoire au Miller Park dans cette série contre Arizona mais doivent trimer dur pour éliminer leurs adversaires dans ce match sans retour. Les Diamondbacks frappent les premiers avec le deuxième circuit de Justin Upton dans cette série, en troisième manche contre Yovani Gallardo. Le ballon sacrifice de Jerry Hairston provoque l'égalité en fin de quatrième et Milwaukee prend les devants 2-1 sur le simple de Yuniesky Betancourt, qui pousse Ryan Braun au marbre en sixième. Le stoppeur John Axford s'amène dans la partie avec trois retraits à obtenir pour protéger la victoire en début de neuvième manche, mais il est accueilli par un double de Gerardo Parra et des simples de Sean Burroughs et Willie Bloomquist, ce dernier provoquant une égalité de 2-2. Le match est poussé en manches supplémentaires. Carlos Gómez réussit un coup sûr contre le releveur numéro un des D-Backs J. J. Putz en dixième manche et il vole le deuxième but. Nyjer Morgan joue les héros avec un coup sûr qui fait marquer Gómez, donne la victoire 3-2 aux Brewers et met fin à la surprenante saison des Diamondbacks.